# Wigwałd
Wigwałd (dawniej niem. Wittigwalde) – osada w Polsce położona w województwie warmińsko-mazurskim, w powiecie olsztyńskim, w gminie Olsztynek.
W latach 1975–1998 miejscowość administracyjnie należała do województwa olsztyńskiego. W latach 1973–74 w gminie Grunwald.
W czasach krzyżackich wieś pojawia się w dokumentach w roku 1351, podlegała pod komturię w Olsztynku, były to dobra rycerskie o powierzchni 80 włók.

## Zabytki
- Neogotycki kościół z 1873 z wąską wieżą ozdobioną profilowanymi wnękami i płycinami[6].